# La pianista
La pianista (títol original: La Pianiste) és una pel·lícula franco-austríaca de 2001 dirigida per Michael Haneke i protagonitzada per Isabelle Huppert i Benoît Magimel. El seu guió, escrit pel mateix Haneke, és una adaptació de la novel·la homònima d'Elfriede Jelinek, obra destacada d'aquesta autora que va guanyar el Premi Nobel de Literatura l'any 2004. Ha estat doblada al català
Es va estrenar el 14 de maig de 2001 en el Festival de Cannes, on va aconseguir el Gran Premi del Jurat i la seva parella protagonista va ser guardonada amb els dos premis a la millor interpretació.

## Argument
Erika Kohut és professora de piano en un prestigiós conservatori de Viena. Viu amb la seva mare, una dona dominant amb qui manté una difícil relació d'amor-odi, i sota el seu aspecte seriós i disciplinat oculta inesperats comportaments sexuals de tendència masoquista. Després d'escoltar-la tocar en un concert privat, el jove Walter Klemmer es proposa conquistar-la. Però ella resisteix secament les seves proposicions abans de posar condicions a una eventual relació. La relació tumultuosa que neix, fruit de les seves pròpies neurosis i de la presència de la seva mare que s'immisceix sense parar en la seva vida privada, s'acaba quan Erika demana explícitament a Walter de convertir-se en l'amant del seu masoquisme.

## Repartiment
- Isabelle Huppert: Erika Kohut.
- Annie Girardot: mare d'Erika.
- Benoît Magimel: Walter Klemmer.
- Susanne Lothar: la senyora Schober.
- Anna Sigalevitch: Anna Schober.
- Udo Samel: Mr. Blonskij.

## Al voltant de la pel·lícula
- Elfriede Jelinek havia treballat deu anys abans, com a coguionista, en un film en el qual Isabelle Huppert era ja l'actriu principal: Malina de Werner Schroeter, segons Ingeborg Bachmann.
- No es tracta del primer film que Michael Haneke proposa a Isabelle Huppert: ho havia fet alguns anys més d'hora per encarnar la mare assassinada a Funny Games però havia rebutjat el paper.[4]
- El paper de la mare d'Erika va ser en principi atribuït a Jeanne Moreau. Mentre que es provava el vestuari, l'artista anul·la la seva participació en el rodatge deu dies abans i serà reemplaçada a correcuita per Annie Girardot.[5] Jeanne Moreau no lamentarà la seva tria malgrat els tres premis a Canes i del Cèsar de la millor actriu a un segon paper obtingut per Girardot.[4]
- La direcció del Festival de Canes va endurir novament el reglament després dels tres premis concedits al llargmetratge per evitar que una mateixa obra no obtingui massa premis. Abans de La Pianista, només dos films havien estat triplement recompensats pel jurat: Barton Fink dels germans Coen l'any 1991 (Palma d'or, Premis de posada en escena i Premi d'interpretació masculina) i La Humanitat de Bruno Dumont l'any 1999 (Gran premi, Premi d'interpretació masculina i femenina).
- Es va tractar de la primera aparició al cinema d'Eva Green. Se la veu acompanyar Benoît Magimel a les escales del Conservatori a l'escena final.
- Benoît Magimel no sabia tocar el piano ni llegir partitures. En va aprendre durant quatre mesos especialment per al film. Va fer una presa d'aquesta escena, i era bona.
- Isabelle Huppert toca realment el piano al film; havia seguit cursos durant dotze anys.
- Isabelle Huppert no va ser nominada a la Oscar de la millor actriu per a aquest paper no obstant el seu Premi d'interpretació a Bastons, concedit per unanimitat del jurat presidit per Liv Ullmann[6] i l'excel·lent acollida crítica del film a l'altra banda de l'Atlàntic[7] (la premsa la va classificar entre els deu millors films de l'any). Don Krim, distribuïdor del film als Estats Units, havia oblidat d'omplir el document necessari perquè el llargmetratge fos elegible als Oscars,. Encara avui, es tracta del paper del qual els cinèfils i els professionals americans parlen més de l'artista.
- L'actuació d'Isabelle Huppert en aquest film ha inspirat, com Catherine Deneuve a Répulsion, Natalie Portman al seu paper oscaritzat de ballarina estrella enfonsada en la bogeria a Black Swan de Darren Aronofsky. D'altra banda, Alicia Vikander explica haver volgut ser actriu després d'haver vist, amb 12 anys, Isabelle Huppert a la Pianista.[8] Naomi Watts confessa haver vist aquest film únicament per a ella i ha així pogut descobrir el treball de Michael Haneke que la dirigirà l'any 2008 a Funny Games U.S., remake del seu propi film[9]

## Premis i nominacions
| Data              | Premi                                        | Categoria                               | Receptor(és)                   | Resultat   |
| ----------------- | -------------------------------------------- | --------------------------------------- | ------------------------------ | ---------- |
| Maig de 2001      | Festival de Cannes                           | Palma d'Or                              | Michael Haneke                 | Nominada   |
| Maig de 2001      | Festival de Cannes                           | Gran Premi del Jurat                    | Michael Haneke                 | Guanyadora |
| Maig de 2001      | Festival de Cannes                           | Millor actor                            | Benoît Magimel                 | Guanyador  |
| Maig de 2001      | Festival de Cannes                           | Millor actriu                           | Isabelle Huppert               | Guanyadora |
| Desembre de 2001  | Premis del Cinema Europeu                    | Millor pel·lícula                       | Veit Heiduschka                | Nominada   |
| Desembre de 2001  | Premis del Cinema Europeu                    | Millor guió                             | Michael Haneke                 | Nominada   |
| Desembre de 2001  | Premis del Cinema Europeu                    | Millor actriu                           | Isabelle Huppert               | Guanyadora |
| Desembre de 2001  | Premis del Cinema Europeu                    | Premi de l'audiència al millor director | Michael Haneke                 | Nominat    |
| Desembre de 2001  | Premis del Cinema Europeu                    | Premi de l'audiència al millor actor    | Benoît Magimel                 | Nominat    |
| Desembre de 2001  | Premis del Cinema Europeu                    | Premi de l'audiència a la millor actriu | Isabelle Huppert               | Nominada   |
| Desembre de 2001  | Festival Camerimage                          | Granota d'or a la millor fotografia     | Christian Berger               | Nominada   |
| 2001              | Gremi rus de crítics de cinema               | Millor pel·lícula estrangera            | Guanyadora                     |            |
| 2001              | Gremi rus de crítics de cinema               | Millor actriu estrangera                | Isabelle Huppert               | Guanyadora |
| Febrer de 2002    | Premis BAFTA                                 | Millor pel·lícula de parla no anglesa   | Veit Heiduschka Michael Haneke | Nominada   |
| Març de 2002      | Premis César                                 | Millor actriu                           | Isabelle Huppert               | Nominada   |
| Març de 2002      | Premis César                                 | Millor actriu secundària                | Annie Girardot                 | Guanyadora |
| Maig-Juny de 2002 | Festival Internacional de Cinema de Seattle  | Millor actriu                           | Isabelle Huppert               | Guanyadora |
| Juny de 2002      | Premis del Cinema Alemany                    | Millor pel·lícula estrangera            | Michael Haneke                 | Guanyadora |
| Julio de 2002     | Festival de Cinema de Poleixi                | Millor actriu - Pel·lícula estrangera   | Isabelle Huppert               | Guanyadora |
| 2002              | Cercle de Crítics de Cinema de San Francisco | Millor actriu                           | Isabelle Huppert               | Guanyadora |
| Gener de 2003     | Online Film Critics Society Awards           | Millor actriu                           | Isabelle Huppert               | Nominada   |
| Febrer de 2003    | Robert Festival                              | Millor pel·lícula no nord-americana     | Nominada                       |            |
| Març de 2003      | Premi Bodil                                  | Millor pel·lícula no nord-americana     | Nominada                       |            |
| Març de 2003      | Premi Chlotrudis                             | Millor pel·lícula                       | Nominada                       |            |
| Març de 2003      | Premi Chlotrudis                             | Millor director                         | Michael Haneke                 | Nominat    |
| Març de 2003      | Premi Chlotrudis                             | Millor actriu                           | Isabelle Huppert               | Guanyadora |
| Març de 2003      | Premi Chlotrudis                             | Millor guió adaptat                     | Michael Haneke                 | Nominat    |
| Març de 2003      | Premis Independent Spirit                    | Millor pel·lícula en llengua no anglesa | Nominada                       |            |